# Composizioni di Leonard Bernstein

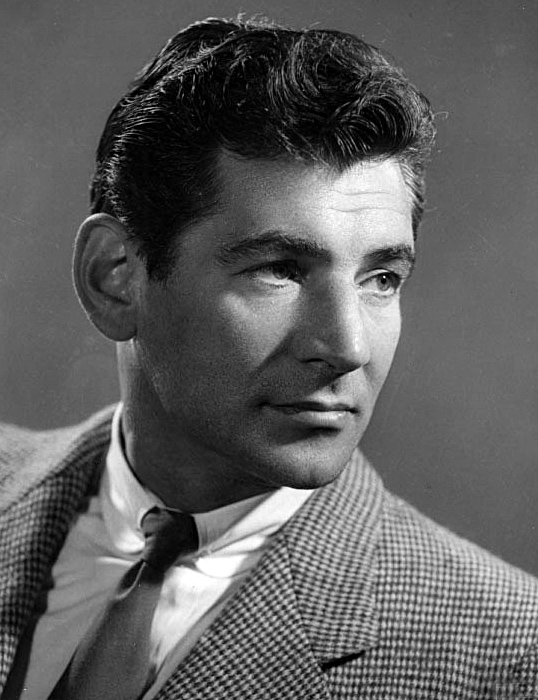
Leonard Bernstein, ca. 1950s.

Questa è una lista di composizioni del compositore americano Leonard Bernstein.

## Balletto
- Fancy Free (in seguito ha fornito materiale per "On the Town" e "West Side Story") (1944)
- Facsimile, Saggio coreografico per orchestra (1946)
- Dybbuk (1974)

## Opera
- Trouble in Tahiti (1951)
- Candide (1956, nuovo libretto nel 1973, versione finale dell'operetta rivista nel 1989)
- A Quiet Place (1983)

## Musical
- On The Town (1944)
- Peter Pan (1950)
- Wonderful Town (1953)
- West Side Story (1957)
- A Party with Betty Comden and Adolph Green (1958, collaborazione)
- The Race to Urga (1969 - incompleto)
- "By Bernstein" (a Revue) (1975)
- 1600 Pennsylvania Avenue (1976)
- The Madwoman of Central Park West (ha contribuito nel 1979)

## Musiche di scena ed altro teatro
- The Birds (1938)
- The Peace (1940)
- The Lark (1955)
- Salome, per orchestra da camera e voci soliste
- The Firstborn, per voce e percussioni (1958)
- Messa: un pezzo teatrale per cantanti, musicisti e ballerini (1971)

## Musica da film
- On the Town (1949) (è stata utilizzata solo una parte della sua musica)
- On the Waterfront (1954)
- West Side Story (1961)

## Orchestra
- Sinfonia n. 1 Jeremiah (1942)
- Suite da Fancy Free (prima del concerto 1945)
- Three Dance Episodes from "On the Town" (prima del concerto 1946)
- Sinfonia n. 2 The Age of Anxiety (da W. H. Auden) per pianoforte e orchestra (1949, revisionata nel 1965)
- Prelude, Fugue, & Riffs, per clarinetto solista e gruppo jazz (1949)
- Serenade after Plato's "Symposium" (1954)
- Symphonic Suite da On the Waterfront (1955)
- Overture a Candide (1956)
- Danze sinfoniche da West Side Story (1960)
- Fanfare I, (per l'inaugurazione di John F. Kennedy) per orchestra (1961)
- Fanfare II, (per il 25º anniversario dell'Alta Scuola di Musica e Arte) per orchestra (1961)
- Sinfonia n. 3 Kaddish, per orchestra, coro misto, coro maschile, oratore e soprano solo (1963, rivista nel 1977)
- Three Meditations from "Mass", per orchestra (1972)
- Dybbuk, Suite No. 1 e 2, per orchestra (In origine Dybbuk Variations dal 1974, premiere di concerto 1975 e 1977)
- Songfest: A Cycle of American Poems for Six Singers and orchestra (1977)
- Three Meditations from "Mass", per violoncello e orchestra (1977)
- Slava! A Political Overture, per orchestra (1977)
- CBS Music, per orchestra (1977)
- Divertimento per orchestra (1980)
- A Musical Toast, per orchestra (1980)
- Ḥalil, notturno per flauto solo, ottavino, flauto contralto, percussioni, arpa e archi (1981)
- Opening Prayer (originariamente Jubilee Games del 1986, rivisto nel 1988 e nel 1989)

## Coro
- Hashkivenu, per cantore (tenore), coro misto e organo (1945)
- Simchu Na, arrangiamento di una canzone tradizionale ebraica per coro misto e pianoforte o orchestra (1947)
- Reena, arrangiamento di una canzone tradizionale ebraica per coro misto e orchestra (1947)
- Yigdal, Melodia liturgica ebraica per coro misto e pianoforte (1950)
- Harvard Choruses, per coro misto (1957)
- Chichester Psalms, per voce bianca (o controtenore), coro misto e orchestra (versione ridotta per organo, arpa e percussioni) (1965)
- Warm-Up, ciclo per coro misto (1970)
- A Little Norton Lecture, (da E. E. Cummings) per coro maschile (1973)
- White House Cantata, per soprano, mezzosoprano, tenore, basso, coro misto e orchestra (1976). Vedi 1600 Pennsylvania Avenue (musical).
- Olympic Hymn, per coro misto e orchestra (1981)
- Missa Brevis, per coro misto e assolo di controtenore, con percussioni (1988)

## Musica da camera
- Trio per pianoforte (1937)
- Sonata per violino (1940)
- Quattro studi per due clarinetti, due fagotti e pianoforte (c. 1940)
- Sonata per clarinetto e pianoforte (1942)
- Fanfare for Bima, per quartetto di ottoni (composto come omaggio di compleanno a Koussevitzky usando la melodia che fischiava per chiamare il suo cocker spaniel)[1] (1948)
- Elegy for Mippy I, per corno e pianoforte (1948)
- Elegy for Mippy II, per trombone solo (1948)
- Waltz for Mippy III, per tuba e pianoforte (1948)
- Rondo for Lifey, per tromba e pianoforte (1948)
- Shivaree: A Fanfare, per doppio gruppo di ottoni e percussioni (commissionato e dedicato al Metropolitan Museum of Art di New York in onore del suo centenario; materiale musicale successivamente utilizzato in "Mass.") (1969)
- Dance Suite, per quintetto di ottoni (1989)
- Variations on an Octatonic Scale, per flauto dolce e violoncello (1989)

## Musica vocale
- Psalm 148, per voce e pianoforte (1935)
- I Hate Music: A cycle of Five Kid Songs for soprano and Piano (1943)
- Big Stuff, cantata da Billie Holiday (1944)
- Afterthought, studio per il balletto "Facsimile" per soprano e pianoforte o orchestra (1945)
- La Bonne Cuisine: Four Recipes for Voice and Piano (1947)
- Two Love Songs on Poems by Rainer Maria Rilke per voce e pianoforte (1949)
- Silhouette (Galilee), per voce e pianoforte (1951)
- On the Waterfront, per voce e pianoforte (1954)
- Get Hep!, Canzone di marcia scritta per il terzo centenario del Michigan State College, per voce e pianoforte (1955)
- So Pretty, per voce e pianoforte (1968)
- Haiku Souvenirs, cinque canzoni per voce e pianoforte
- Vayomer Elohim, per voce e pianoforte (1974)
- My New Friend, per voce e pianoforte (1979)
- Piccola Serenata, per voce e pianoforte (1979)
- Opening Prayer, per baritono e orchestra (scritta per la riapertura della Carnegie Hall) (1986)
- Arias and Barcarolles, per mezzosoprano, baritono e pianoforte a quattro mani (1988)
- My Twelve Tone Melody, per voce e pianoforte (scritto per i 100 anni Irving Berlin) (1988)

## Musica per pianoforte
- Musica per due pianoforti (1937)
- Music for the Dance No. I (1938)
- Sonata per pianoforte (1938)
- Music for the Dance No. II (1938)
- Scenes from the City of Sin, otto miniature per pianoforte a quattro mani (1939)
- Arrangiamento di El Salón México di Aaron Copland per pianoforte o due pianoforti (1941)
- Seven Anniversaries (1943)
- Four Anniversaries (1948)
- Four Sabras (1950)
- Five Anniversaries (1951)
- Bridal Suite (1960)
- Moby Diptych (1981) (ripubblicato come Anniversaries nn. 1 e 2 in Thirteen Anniversaries)
- Touches (1981)
- Thirteen Anniversaries (1988)

## Altra musica
- Babel: un'opera sull'olocausto
- The Caucasian Chalk Circle, Canzoni tratte da Bertolt Brecht
- The Skin of Our Teeth (1964): un'opera interrotta da cui Bernstein prese materiale da utilizzare nei suoi Chichester Psalms
- Alarums and Flourishes (1980): un lavoro interrotto da cui Bernstein ha preso materiale da utilizzare in A Quiet Place
- Tucker: un'idea abortita per una versione musicale del film del 1988 "Tucker: The Man and His Dream"